# Masumi Okada
Masumi Okada (岡田眞澄?, Okada Masumi; Nizza, 22 settembre 1935 – Tokyo, 29 maggio 2006) è stato un attore, comico, cantante, conduttore televisivo, produttore cinematografico e doppiatore giapponese, anche conosciuto con il soprannome di "Fanfan" (ファンファン?, Fanfan).

## Biografia
Okada nacque a Nizza, in Francia, il 22 settembre del 1935, secondogenito dei due figli di Minoru Okada, un artista giapponese, e di Ingeborg Sevaldsen, una donna danese, sorella di Eline Sevaldsen, modella per la statua della Sirenetta a Copenaghen, oltre che moglie dello stesso scultore dell'opera, Edvard Eriksen. Suo fratello Taibi "Erick" Okada (conosciuto con lo pseudonimo di E. H. Eric) è stato un attore durante gli anni sessanta.
Come attore fu attivo dalla metà degli anni cinquanta fino alla morte. Debuttò nel 1955 con Hatsukoi kanariya musume . Fra i suoi ruoli più celebri si possono citare Latitudine zero (1969), Shōgun - Il signore della guerra (1980), la serie televisiva Shōgun (1980), In trappola (1995) e Izo (2004). Fu anche il doppiatore del personaggio Jose Mendosa nell'anime Rocky Joe.
È stato sposato tre volte: nel 1960 con la coreografa Yoneyama Mamako, dal 1972 con la modella Midori Fujita con la quale ha avuto tre figli ed infine dal 1995 con Keiko, che gli ha dato un quarto figlio nel 1999. Okada è morto appena sette anni dopo la nascita del suo ultimo figlio. Il 29 maggio del 2006, infatti, è deceduto a Tokyo per un cancro.

## Filmografia

### Attore
- CF gâru, regia di Izô Hashimoto (1989)